# Belle peecorelle
Belle peecorelle (Sheeep) è un cartone animato prodotto da Hit Entertainment.

## Personaggi
- Hubert
- Georgina
- Gogol
- Moses - il lupo
- Gotcha
- Spike